# Портрет девочки в голубом платье (Верспронк)
«Портрет девочки в голубом платье» — картина Иоганнеса Корнелисзона Верспронка, голландского живописца портретного жанра Золотого века искусства Нидерландов. Картина хранится в Рейксмюсеуме в Амстердаме.

## История создания
Значительное влияние на развитие портретного жанра голландской живописи оказал выдающийся художник XVII века Франс Халс. Его манера использования светотени и свободных, экспрессивных мазков послужила примером для творчества других художников. Одним из последователей Франса Халса был Иоганнес Корнелисзон Верспронк, портретист, который не просто писал картины на заказ, но и пытался запечатлеть и передать чувства и настроения портретируемых. Однако, в отличие от своего наставника, Верспронк достиг особого мастерства в технике написания женских портретов, и именно поэтому большинство его заказов поступало от женщин и их дочерей. В своих произведениях он пытался не только передать характер модели, но и проявить свою творческую индивидуальность. Картина «Девочка в голубом платье» является наиболее известной работой, которая была написана на пике популярности художника. Картина отличается необычайно нежной гаммой приглушённых, тонких «перламутровых» оттенков холодных тонов. Это произведение является одним из наиболее известных детских портретов XVII века.

## Особенности картины
На картине изображена девочка из богатой семьи: этот вывод следует из того, что её платье выполнено из дорогой материи, отделано кружевами и жемчужными украшениями. Образ дополняют веер из птичьих перьев и причёска «не по годам», которую обычно имеют взрослые. В те времена манера одежды девочек копировала одежду их матерей. Возраст ребёнка, вероятно, около 9-11 лет.
На примере этого произведения можно видеть, что в творчестве Иоганнеса Верспронка, вместе с влиянием Франса Халса имело место и воздействие Рембрандта, у которого Верспронк заимствовал манеру выразительной светотени, используя её для заострения портретного образа. Формат картины — вертикальный. Девочка на картине помещена в центре, поворот головы — в три четверти влево. Композиция поясного типа. Художник, вероятно, стремился передать через взгляд героини некоторое волнение перед миром взрослых. Ощущения нежности облика изображённой девочки Верспронк добивается также с помощью игры мягкого рассеянного света.